# Obrona strefowa

Obrona w układzie 2x3 jest jednym z najpopularniejszych rodzajów obrony strefowej na połowie przeciwnika

Obrona strefowa (ang. zone defense) – sposób obrony w koszykówce, w którym każdy z zawodników drużyny broniącej odpowiada za pewną wcześniej wyznaczoną przez trenera lub kapitana drużyny strefę, czyli fragment boiska. Obrona strefowa nie oznacza mniejszego wysiłku lub mniejszej odpowiedzialności za krycie przeciwnika.
Wyróżnia się dwa podstawowe rodzaje "obrony strefowej":
- obrona strefowa na połowie przeciwnika,
- obrona strefowa na całym boisku (tzw. zona press).